# لائحة الرسامين الفرنسيين
تحتوي هذه اللائحة على أسماء الفنانين التشكيليين الفرنسيين، ولادةً أو الذين حصلوا على الجنسية الفرنسية. لا تحتوي على الرسامين غير الفرنسيين الذين عملوا في فرنسا.

## حرف الألف
- جان أوغست دومينيك آنغر

## حرف الباء
- نيكولا بوسان

## حرف التاء
- أنري تولوز لوترك

## حرف الجيم
- تيودور جيريكو

## حرف الدال
- أوجين ديلاكروا
- ميشيل ديلاكروا

## حرف السين
- جورج سورا

## حرف الشين
- جان شاردان

## حرف الفاء
- جان هونوري فراغونارد

## حرف الكاف
- جان بابتيست كامي كورو.

## حرف الميم
- إدوارد مانيه
- كلود مونيه